# Radioatividade nas ciências da vida
Radioatividade é geralmente usado em ciências da vida para medições diretas e altamente sensíveis de fenômenos biológicos e para visualizar a localização de biomoléculas marcadas isotopicamente com um radioisótopo.
Todos os átomos existem como isótopos estáveis ou instáveis e apresentando decaimento radioativo em uma dada faixa de meia-vida variando de attossegundos a bilhões de anos; radioisótopos úteis para sistemas biológicos e experimentais têm meia-vida variando de minutos a meses. No caso do isótopo de hidrogênio trítio (meia-vida = 12,3 anos) e carbono-14 (meia-vida = 5.730 anos), esses isótopos derivam sua importância de toda a vida orgânica contendo hidrogênio e carbono e, portanto, podem ser usados para estudar inúmeros processos vivos, reações e fenômenos. A maioria dos isótopos de vida curta são produzidos em cíclotrons, aceleradores de partículas lineares, ou reatores nucleares, e suas meias-vidas relativamente curtas proporcionam então altos máximos teóricos específicos, úteis para a detecção em sistemas biológicos.

DOTA ligada ao anticorpo monoclonal tacatuzumab e a ítrio-90 quelante.

Escaneamento PET de corpo inteiro usando ^{18}F-FDG mostrando tumores intestinais e acúmulo inespecífico na bexiga.

Marcação isotópica é uma técnica usada para rastrear a passagem de uma molécula que incorpora um radioisótopo por meio de uma reação, via metabólica, célula, tecido, organismo ou sistema biológico. O reagente é 'marcado' substituindo átomos específicos pelo seu isótopo. Substituir um átomo por seu próprio radioisótopo é um marcador intrínseco que não altera a estrutura da molécula. Alternativamente, as moléculas podem ser radiomarcadas por reações químicas que introduzem um átomo, grupamento molecular, ou grupo funcional que contém um radioisótopo.  Por exemplo, radio-iodinação de peptídeos e proteínas com isótopos de iodo biologicamente úteis é realizada facilmente por uma reação de oxidação que substitui o grupo hidroxila pelo iodo nos resíduos de tirosina e histadina. Outro exemplo é usar quelantes como DOTA que podem ser quimicamente acoplados a uma proteína; o quelante, por sua vez, captura os radiometais, radiomarcando a proteína.  Isto tem sido usado para introduzir ítrio-90 em um anticorpo monoclonal para fins terapêuticos e para a introdução de gálio-68 no peptídeo octreotídeo para diagnóstico por imagem por captura de imagem PET.
Marcação isotópica não é necessário para algumas aplicações. Para alguns propósitos, sais iônicos solúveis podem ser usados diretamente, sem modificações adicionais (e.g., gálio-67, gálio-68, e isótopos radioiodo).  Esses usos dependem das propriedades químicas e biológicas do próprio radioisótopo para localizá-lo no organismo ou sistema biológico.
Imagem molecular é o campo biomédico que emprega radiomarcadores para visualizar e quantificar processos biológicos usando tomografia por emissão de positrões (conhecida pela sigla inglesa PET) e produção de imagens por tomografia computadorizada de emissão de fóton único (SPECT).  Novamente, uma característica fundamental do uso da radioatividade em aplicações de ciências da vida é que é uma técnica quantitativa, de modo que as técnicas PET e SPECT não apenas revelam onde está uma molécula radiomarcada, mas quanto dela existe.
Radiobiologia (também conhecida como biologia da radiação) é um campo das ciências médicas básicas e clínicas que envolve o estudo da ação da radioatividade em sistemas biológicos. A ação deletéria controlada da radioatividade nos sistemas vivos é a base da terapia por radiação.